# Marais de Saint-Augustin
Le marais de Saint-Augustin est un ensemble de prairies humides s'étendant sur les communes de Saint-Augustin et d'Étaules, en Charente-Maritime (région Nouvelle-Aquitaine). 
Couvrant une surface d'environ 1586 hectares, c'est un marais doux s'inscrivant dans un ensemble plus vaste comprenant également les marais des Mathes et d'Arvert. Riche d'une flore et d'une faune diversifiées, c'est un refuge pour de nombreuses espèces d'amphibiens et d'oiseaux. 
Une petite fraction de cet espace naturel a été acquise en 1995 par le Conservatoire d'espaces naturels de Poitou-Charentes. La totalité du marais est protégée au niveau européen dans le cadre du réseau de protection des espaces naturels de grande valeur patrimoniale Natura 2000, et est inscrite dans une zone naturelle d'intérêt écologique, faunistique et floristique (ZNIEFF) de type I (petits espaces homogènes) et II (grands espaces naturels riches), et plus spécifiquement dans la zone de protection spéciale (ZPS) « Marais de Saint-Augustin ».

## Présentation
Le marais de Saint-Augustin se situe au centre de la presqu'île d'Arvert, entre Étaules (au nord), Saint-Augustin (au sud), Breuillet (à l'est) et Les Mathes (à l'ouest). Il est l'héritage d'un ancien golfe marin, baptisé golfe d'Arvert puis golfe ou étang de Barbareu, qui s'étendait sur une grande partie de la presqu'île il y a encore quelques siècles. La fermeture de son principal exutoire (Bréjat) au XVe siècle à la suite de la remobilisation des sables dunaires a entraîné son comblement progressif. 
Afin de remédier au problème des eaux stagnantes qui étaient facteur de terribles épidémies (choléra, paludisme), l'homme a ensuite entrepris des mesures d'assainissement passant par la mise en place d'ouvrages hydrauliques (fossés, écluses, canaux de dessèchement dont celui de « La Meyre » à Chaillevette) qui, en évacuant le trop-plein d'eau, ont permis de mieux maîtriser ce milieu et de venir à bout des fièvres. Le marais est aujourd'hui un espace naturel protégé, où des sentiers de promenade permettent de mieux appréhender la grande diversité biologique du site.
La hauteur moyenne du marais est d'environ 2 mètres. Trois îles émergent au-dessus de ces vastes étendues verdoyantes, l'île de Paradis (7 mètres), l'île de La Lourde (8 mètres) et l'île de Brèze (11 mètres). L'ancien trait de côte, très découpé, est encore parfaitement lisible vers Breuillet (Les Goins, Le bois du Breuil, Le Montil) et Étaules (Maine-Videau, La Motte-au-bas). Plusieurs ruisseaux viennent se déverser dans le marais : Pérat (ou Peyrat), Cayenne, Boisserand ...

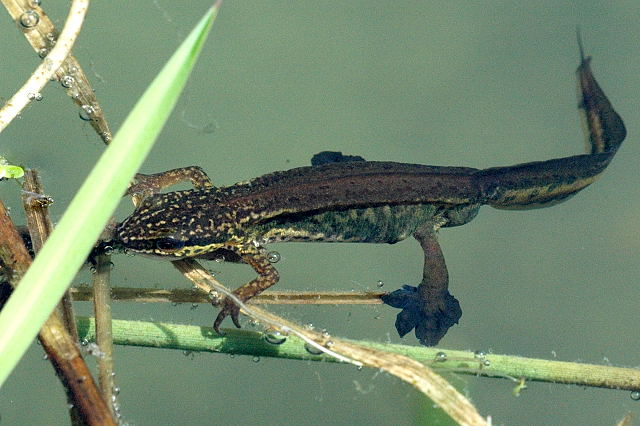
Le triton palmé est une des nombreuses espèces animales présentes sur le site.

La végétation du marais se développe sur un substrat argileux d'origine marine enrichi par la décomposition de résidus organiques qui ont formé une couche de tourbe noire, ou au contraire appauvri par des couches de sable provenant des massifs dunaires proches des Combots. De fait, avant leur ensemencement au XIXe siècle, ces massifs étaient mobiles et « marchaient » au gré des vents dominants d'ouest, ensevelissant tout sur leur passage. Le marais est depuis lors à la lisière de la forêt domaniale de la Coubre et de la forêt des Combots d'Ansoine, où s'est développée une mégaphorbiaie. 
Le marais est essentiellement composé de prairies humides servant au pacage des bovins. Sillonnées de canaux, elles conservent une flore riche et diversifiée. L'iris jaune, l'hottonie des marais, la phragmite, la cardamine s'y épanouissent. Sur les berges des canaux et des fossés, aulne, saule, prunelier ont trouvé un terrain idéal, formant de petits bosquets épars. 
La faune, particulièrement riche, est composée de nombreux amphibiens, parmi lesquels la cistude d'Europe (espèce menacée), le triton palmé, le triton marbré, le crapaud commun, la rainette méridionale, la grenouille agile et la grenouille de Pérez. La classe des mammifères est représentée par le ragondin, la loutre et la genette. Les principales espèces d'insectes répertoriées sur le site sont les papillons, les abeilles, l'araignée d'eau ou la punaise aquatique. L'avifaune, enfin, est bien représentée et de nombreux oiseaux sont facilement observable avec des jumelles : cigognes, busard des roseaux, milan noir, phragmite des joncs, rousserolle effarvatte ou encore cisticole des joncs y prédominent.
L'accès au marais est possible par Étaules et Saint-Augustin via la D145, par Les Mathes via le D141 et par Breuillet via la D242 en passant le pont de la Guitoune.